# Альтар (пустыня)

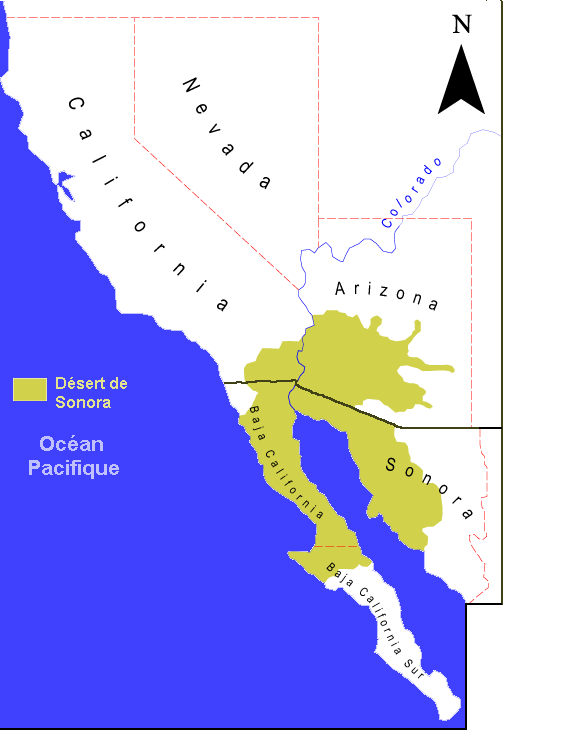
Карта пустыни Альтар

Альтар (исп. Gran Desierto de Altar) — песчаная пустыня в Северной Америке, которая является частью пустыни Сонора.
Расположена на северном побережье Калифорнийского залива (Мексика).
Занимает территорию площадью 5 700 км².
Климат пустыни Альтар горячий засушливый. Среднегодовое количество осадков, большая часть которых приходится на период с сентября по декабрь, составляет 73 мм в Пуэрто-Пеньяско, Сонора (расположен в юго-восточной части пустыни) и уменьшается на север, в Юма, штат Аризона (в северо-западной части) до 62 мм в год
Средние годовые максимумы более 45 °C. Средние зимние минимумы редко бывают ниже 10 °C.